# Pierre Tirard

Pierre Tirard

Pierre Emmanuel Tirard (* 27. September 1827 in Genf; † 4. November 1893 in Paris) war ein französischer Politiker und zweifacher Premierminister (12. Dezember 1887 bis 3. April 1888 und 22. Februar 1889 bis 17. März 1890).

## Leben
Als Sohn französischer Eltern in der Schweiz geboren, studierte er zunächst in seiner Geburtsstadt und arbeitete später als Bauingenieur. Nach fünf Jahren als Regierungsbeamter entschloss er sich, Juwelenhändler zu werden. Seine erklärte Opposition zum Zweiten Kaiserreich erreichte 1869 ihren Höhepunkt in der Unterstützung eines radikalen Gegenkandidaten zu Émile Ollivier. Dafür wurde er Bürgermeister des 11. Arrondissement von Paris und Mitglied der Deputiertenkammer für das Departement Seine. Von der Pariser Kommune zum Kandidaten für die Nationalversammlung nominiert, protestierte er gegen die Tyrannei des Zentralkomitees. Nach der Flucht aus Paris war er Mitglied der Nationalversammlung in Versailles und vertrat dort die extreme Linke.
1876 und 1877 wurde er wieder Mitglied der Deputiertenkammer in Paris und vertrat dort das 1. Arrondissement. Dabei beschäftigte er sich schwerpunktmäßig mit Finanzfragen und war kurze Zeit Präsident der Zollkommission, bevor er im März 1879 von Premierminister William Henry Waddington zum Minister für Landwirtschaft und Handel ernannt wurde. Dieses Ministeramt behielt er anschließend auch in den Kabinetten der Premierminister Charles de Saulces de Freycinet (1879 bis 1880) und Jules Ferry (1880 bis 1881). Im 2. Kabinett Freycinet (1882) war er Handelsminister und später Finanzminister in den Kabinetten der Premierminister Charles Duclerc (1882 bis 1883), Armand Fallières (1883) und Ferry (1883 bis 1885). 1883 wurde er als Sénateur inamovible Mitglied des Senats.
Als Carnot 1887 Präsident der Republik wurde, beauftragte ihn dieser mit der Bildung einer Regierung. Dabei musste er den Wilson-Skandal klären, welcher zum Rücktritt des Präsidenten Jules Grévy führte, und zugleich gegen die revisionistische Agitation des Generals Georges Ernest Boulanger vorgehen. Seine Ablehnung zur Änderung der Verfassung von 1875 führte zu seinem Rücktritt am 30. März 1888. Während seiner ersten Regierung war er zudem Finanzminister. Bereits ein Jahr darauf wurde er erneut Premierminister und entschloss sich, Boulanger und seine wichtigsten Unterstützer vor das Oberste Gericht zu bringen. Die Befragung vor dem Obersten Gericht wurde allerdings durch die Flucht des Generals Boulanger vereitelt. Er ließ Philippe, Herzog von Orleans, verhaften, der Frankreich einen Inkognitobesuch abgestattet hatte. Am 15. März 1890 trat er wegen der Frage des Französisch-Türkischen Handelsabkommens als Premierminister zurück. In seiner zweiten Regierung war er zusätzlich Minister für Handel und Industrie sowie ab 14. März 1889 auch Kolonialminister.
Im Kabinett von Alexandre Ribot (1892 bis 1893) ersetzte er Maurice Rouvier als Finanzminister und starb kurze Zeit später in Paris.